# Kurt Adelmann
Kurt Adelmann (* 5. Oktober 1930 in Nürnberg; † 8. November 1978 in Lauf an der Pegnitz) war ein deutscher Politiker (SPD) und Gewerkschafter.
Adelmann ging auf die Volksschule, machte die Lehre zum Werkzeugmacher und besuchte mehrere Abendschulen und Internatsschulen des DGB, der IG Metall sowie der Volkshochschule. Dadurch erwarb er Kenntnisse im Arbeits- und Sozialrecht sowie in Wirtschafts-, Gewerkschaftspolitik und Soziologie. Nach diesem Besuchen arbeitete er in der freien Wirtschaft unter anderem als Jugendsprecher und Betriebsrat und gehörte dem Wirtschaftsausschuss an. Er hatte auch einige  Gewerkschaftsfunktionen inne, von 1960 an war er geschäftsführender Vorsitzender des DGB im Landkreis Lauf an der Pegnitz. Adelmann, der 1947 sowohl der IG Metall als auch der SPD beigetreten war, wurde 1966 erstmals in den Bayerischen Landtag gewählt. Ab 1974 war er auch Mitglied des Rundfunkrats des Bayerischen Rundfunks. Bereits wieder für den folgenden Landtag gewählt, starb er kurz vor dem Ende seiner dritten Wahlperiode. Adelmanns Nachrücker war Rainer Messerer.